# Навка, Михал
Ми́хал На́вка (в.-луж. Michał Nawka, 22 ноября 1885 года, Радвор, Германия — 16 марта 1968 года, Будишин, ГДР) —немецко- лужицкий писатель, поэт, языковед, педагог и общественный деятель. Один из создателей лужицкой культурно-общественной организации «Домовина».

## Биография
Родился 22 ноября 1885 года в городе Радвор. После окончания начальной школы в 1900 году поступил в католическое педагогическое училище в Будишине, которое закончил в 1904 году. В 1903 году вступил в лужицкое культурно-просветительское общество «Матица сербская». Будучи студентом педагогического училища, вместе с Францем Кралем издавал детский журнал «Zahrodka» (с 1906 года — «Raj») и детскую библиотеку. С 1904 года работал учителем в городе Житава и деревне Гайницы. С 1906 года по 1908 год учительствовал в деревне Здзер. Работая в этой деревне, организовал в ней хор «Meje». В 1908 году переехал в Радвор, где преподавал до 1937 году. Организовал в Радворе городской лужицкий хор, которым руководил до 1937 года. В 1909—1910 годах редактировал журнал «Serbski hospodar». В 1912 году был одним из инициаторов создания лужицкой культурно-просветительской организации «Домовина».
После Первой мировой войны участвовал в деятельности различных лужицких культурных и общественных организаций. Участвовал в деятельности спортивной организации «Сербский сокол», издавая с 1928 года по 1932 год их печатный орган «Sokołske listy». В 1920 году принял участие в международном съезде сокольских организаций в Праге. Сотрудничал с лужицким Народным университетом.
В 1923 году организовал Союз лужицких хоровых обществ (Zwjazk serbskich spěwnych towarstwow).
После прихода к власти нацистов подвергался давлению со стороны власти. В 1934 году был выслан в Хемниц, где проработал учителем до 1945 года. В 1936 году перевёл на нижнелужицкий язык чин католической мессы «Missale Romanum». В 1945 году возвратился в Будишин. В 1945—1946 годах работал в Будишине директором городской школы имени Фихта. С 1946 года по 1949 год был директором педагогических курсов в Радворе. С 1949 года по 1955 год преподавал лужицкие языки в университете имени Карла Маркса в Лейпциге. В 1951 году стал инициатором создания «Сербского института» (в настоящее время — Институт сорабистики) при университете имени Карла Маркса. С 1950 года по 1960 год редактировал католический журнал «Katolski Posoł».
В 1955 году вышел на пенсию. Скончался в 1968 году. Похоронен на кладбище святого Николая в Будишине.

## Сочинения
Писал в основном стихотворения на верхнелужицком языке. Издал несколько книг по лужицкому языкознанию и пособий по верхнелужицкому языку. Занимался переводами на верхнелужицкий язык.
Поэтические сборники
- Baje, bajki a basnički, serbske narodne, 1914;
- Kwasne přednoški wšelakich spisowaćelow za zeleny, slěborny a złoty kwas, 1922;
- Pokhěrluški ze serbskeho luda, 1924;
- Na wsy — za wsu, 1925;
- Dźěćatka hladajće, kajke to rjanosće, 1928;
- Łónčko kwasnych hrónčkow, 1935;
- Pokiwy pyskej a pjeru, 1936;
- Klepam, klepam pišćałku, 1957;

Проза
- Mikławša Andrickeho listy z Prahi z lět 1885–1895 (1922);
- Zejler wosrjedź luda, 1923;
- Na běrnach, 1965.

Песенные сборники
- Naše spěwy, 1930.
- Spěwnik za serbske wyše šule

Лингвистические сочинения
- Přewodnik po serbšćinje, 1920;
- Zmysł našich słowow, 1925;
- Dodawk k Rězakowemu słownikej, 1926;
- Raj rěče, 1931;
- Naša serbšćina

Переводы на верхнелужицкий язык
- Missale Romanum, 1936.
- Te Deum;
- Ревизор.

## Семья
В 1908 году женился на Ганне Андрицкец. В их браке родилось 13 детей. Одним из его сыновей был лужицкий писатель Антон Навка. 

## Награды
- Медаль имени Лейбница Академии наук ГДР (1955);
- Крест «Pro ecclesia et Pontifice» (1965);
- Лауреат премии имени Якуба Чишинского (1966).